# Praravinia verruculosa
Praravinia verruculosa är en måreväxtart som beskrevs av Cornelis Eliza Bertus Bremekamp. Praravinia verruculosa ingår i släktet Praravinia och familjen måreväxter. Inga underarter finns listade i Catalogue of Life.